# Phrynobatrachus vogti
Phrynobatrachus vogti es una especie  de anfibios de la familia Ranidae.

## Distribución geográfica
Se encuentra en la localidad de Boutry, en el suroeste de Ghana.  